# Nuno Laranjeiro
Nuno Filipe Rodrigues Laranjeiro est un footballeur portugais né le 18 janvier 1983 à Ourém. Il évolue au poste de défenseur.

## Biographie
Laranjeiro joue principalement en faveur de l'União Leiria et du Leixões Sport Club.
Avec l'União Leiria, il atteint la finale de la Coupe du Portugal en 2003.
Laranjeiro dispute au cours de sa carrière 145 matchs en première division (4 buts), et 52 matchs en deuxième division (6 buts). 
Il joue également 4 matchs en Coupe de l'UEFA (un but), et 9 matchs en Coupe Intertoto (3 buts). En Coupe de l'UEFA, il inscrit un but en octobre 2007 contre le Bayer Leverkusen, lors du premier tour de la compétition.

## Palmarès
- Finaliste de la Coupe du Portugal en 2003 avec l'União Leiria